# Elezioni governatoriali in Texas del 2018
Le elezioni governatoriali in Texas del 2018 si sono svolte il 6 novembre per eleggere il governatore del Texas.
I risultati finali hanno visto vincente il governatore in carica Greg Abbott, che è stato rieletto con il 55,8% dei voti contro la democratica Lupe Valdez.

## Risultati
| Candidati     | Partiti              | Voti      | %     |
| ------------- | -------------------- | --------- | ----- |
| Greg Abbott   | Partito Repubblicano | 4.656.196 | 55,81 |
| Lupe Valdez   | Partito Democratico  | 3.546.615 | 42,51 |
| Mark Tippetts | Partito Libertario   | 140.632   | 1,69  |
| Totale        | Totale               | 8.343.443 |       |

## Primarie

### Partito Repubblicano
| Candidato       | Voti      | %     |
| --------------- | --------- | ----- |
| Greg Abbott     | 1.392.310 | 90,38 |
| Barbara Krueger | 127.549   | 8,28  |
| Larry Kilgore   | 20.504    | 1,33  |
| Totale          | 1.540.363 |       |

### Partito Democratico
| Candidato         | I turno   | I turno | II turno | II turno |
| Candidato         | Voti      | %       | Voti     | %        |
| ----------------- | --------- | ------- | -------- | -------- |
| Lupe Valdez       | 436.666   | 42,89   | 227.577  | 53,10    |
| Andrew White      | 278.708   | 27,37   | 201.356  | 46,90    |
| Cedric Davis, Sr. | 83.938    | 8,24    |          |          |
| Grady Yarbrough   | 54.660    | 5,36    |          |          |
| Jeffrey Payne     | 48.407    | 4,75    |          |          |
| Adrian Ocegueda   | 44.825    | 4,44    |          |          |
| Tom Wakely        | 34.889    | 3,42    |          |          |
| James Clark       | 21.945    | 2,15    |          |          |
| Joe Mumbach       | 13.921    | 1,36    |          |          |
| Totale            | 1.017.959 |         | 432.180  |          |